# Harpalus latus
Harpalus latus es una especie de escarabajo del género Harpalus, familia Carabidae. Fue descrita científicamente por Linnaeus en 1758.
Habita en Islandia, Irlanda, Gran Bretaña, Dinamarca, Noruega, Suecia, Finlandia, Francia, Bélgica, Países Bajos, Alemania, Suiza, Austria, Chequia, Eslovaquia, Hungría, Polonia, Estonia, Letonia, Lituania, Bielorrusia, Ucrania, España, Italia, Eslovenia, Croacia, Bosnia y Herzegovina, Yugoslavia, Macedonia del norte, Albania, Bulgaria, Rumania, Moldavia, Turquía, Georgia, Armenia, Azerbaiyán, Kazajistán, Corea del Norte, Japón, Rusia y Mongolia.
La especie mide 10,2 milímetros (0,40 pulgadas) de largo. Su cabeza mide 1,5 milímetros (0,059 pulgadas) de largo y ancho. Tiene surcos cervicales que se extienden hacia adelante y que también son largos. La especie es similar a Harpalus rufipes, pero difiere en el número de dientes almenados en la parte media. El segundo segmento de antena tiene 2 setas mientras que el primero no tiene ninguna. Su tergum tiene 4 y 6 setas que aparecen en filas transversales. Tiene 2 dientes delante del retináculo que están dirigidos hacia adentro. Tanto las antenas como el pedipalpo son rojizos y ferruginosos.
Su hábitat natural son los bosques, los brezales, la arena y las graveras.